# Dorothy Richardson
Dorothy Miller Richardson (Abingdon-on-Thames, 17 de maig de 1873 – Beckenham, 17 de juny de 1957) va ser una novel·lista i periodista anglesa. Autora de Pilgrimage, seqüència de 13 novel·les, va ser una de les primeres autores modernistes en fer servir la tècnica narrativa del flux de consciència (stream of consciousness). Richardson, a la seva gran obra Pilgrimage, emfasitzà la representació del caràcter diferent de les experiències femenines.